# U 24 (U-Boot, 1936)
U 24 war ein deutsches U-Boot vom Typ II B, das im Zweiten Weltkrieg von der Kriegsmarine eingesetzt wurde.

## Geschichte
Der Bauauftrag für das Boot wurde am 2. Februar 1935 an die Germaniawerft in Kiel vergeben. Die Kiellegung erfolgte am 21. April 1936, der Stapellauf am 24. September 1936, und die Indienststellung unter Fregattenkapitän Erwin Sachs am 10. Oktober 1936.
Nach der Indienststellung gehörte U 24 bis zum 31. Dezember 1939 als Reserve- und Einsatzboot zu den U-Flottillen „Weddigen“ (1. U-Flottille) und „Lohs“ (3. U-Flottille) in Kiel. Nach der Umgliederung der U-Flottillen kam U 24 als Frontboot zur 1. U-Flottille. Vom 1. Mai 1940 bis zum 30. Juni 1940 war es Schulboot in der 1. U-Ausbildungsflottille, ab dem 1. Juli 1940 kam es schließlich als Schulboot zur 21. U-Flottille nach Pillau, wo es bis zum 1. Mai 1942 verblieb.
Danach wurde U 24 über Land und die Donau in das Schwarze Meer verlegt. Es wurde als erstes von sechs deutschen U-Booten auf der rumänischen Donauwerft in Galați aufgerüstet und am 14. Oktober 1942 wieder in Dienst gestellt. Nach der Überführung von Galați nach Constanța gehörte U 24 bis zu seiner Selbstversenkung im Seegebiet vor Constanța am 25. August 1944 zur 30. U-Flottille und fuhr im Schwarzen Meer elf Feindeinsätze.
U 24 unternahm 19 Feindfahrten, auf denen es sechs Schiffe mit einer Gesamttonnage von 1.532 BRT versenkte und ein Schiff mit einer Tonnage von 7.661 BRT beschädigte. Ein weiteres Schiff mit 7.866 BRT wird als Totalverlust angegeben.

## Einsatzstatistik
Das Boot lief am 25. August 1939 um 4:25 Uhr von Wilhelmshaven aus und am 31. August 1939 um 13:30 Uhr dort wieder ein. Dies war eine sechs Tage dauernden Aufklärungsunternehmung in die Nordsee, vor der niederländischen Küste.

### Erste Feindfahrt
Das Boot lief am 2. September 1939 um 18:32 Uhr von Wilhelmshaven aus und am 5. September 1939 um 14:52 Uhr wieder dort ein. Auf dieser vier Tage dauernden Unternehmung vor der niederländischen Küste wurden keine Schiffe versenkt oder beschädigt. Die Unternehmung musste wegen des Verdachts auf eine Ruhrinfektion der Besatzung abgebrochen werden.

### Zweite Feindfahrt
Das Boot lief am 13. September 1939 um 9:00 Uhr von Kiel aus und am 29. September 1939 um 11:14 Uhr wieder dort ein. Auf dieser 14 Tage dauernden Unternehmung in der Nordsee wurden keine Schiffe versenkt oder beschädigt.

### Dritte Feindfahrt
Das Boot lief am 12. Oktober 1939 um 2:00 Uhr von Kiel aus und am 14. Oktober 1939 um 15:00 Uhr in Wilhelmshaven ein. Die Unternehmung wurde wegen einer Grippeerkrankung des Kommandanten abgebrochen.

### Vierte Feindfahrt
Das Boot lief am 23. Oktober 1939 um 12:25 Uhr von Wilhelmshaven aus und am 30. Oktober 1939 um 23:15 Uhr in Kiel ein. Auf dieser acht Tage dauernden Minenunternehmung nördlich der Hartlepool-Bucht wurden neun Minen gelegt, auf die ein Schiff mit 961 BRT auflief und sank.
- 9. November 1939: Versenkung des britischen Dampfers Carmarthen Coast (961 BRT) durch Minentreffer. Er hatte 1.000 t Frachtgut geladen und befand sich auf dem Weg von Methil nach London. Es gab zwei Tote.

### Fünfte Feindfahrt
Das Boot lief am 6. Januar 1940 um 5:15 Uhr von Kiel aus und am 12. Januar 1940 um 15:20 Uhr wieder dort ein. Auf dieser sieben Tage dauernden Unternehmung vor der schottischen Ostküste wurden keine Schiffe versenkt oder beschädigt.

### Sechste Feindfahrt
Das Boot lief am 27. Januar 1940 um 0:45 Uhr von Kiel aus und am 9. Februar 1940 um 18:00 Uhr in Wilhelmshaven ein. Auf dieser 14 Tage dauernden und 1.458 sm über und 207 sm unter Wasser langen Unternehmung vor der britischen Ostküste wurden keine Schiffe versenkt oder beschädigt.

### Siebente Feindfahrt
Das Boot lief am 14. März 1940 um 14:15 Uhr von Wilhelmshaven aus und am 20. März 1940 um 14:45 Uhr wieder dort ein. Auf dieser sieben Tage dauernden und zirka 580 sm über und 144 sm unter Wasser langen Unternehmung in der Nordsee wurden keine Schiffe versenkt oder beschädigt.

### Achte Feindfahrt
Das Boot lief am 13. April 1940 um 22:00 Uhr von Wilhelmshaven zur Teilnahme am Unternehmen Weserübung, der Besetzung von Dänemark und Norwegen, aus und am 7. Mai 1940 um 16:50 Uhr in Kiel ein. Auf dieser 25 Tage dauernden und zirka 1.500 sm über und 408 sm unter Wasser langen Unternehmung vor Norwegen wurden keine Schiffe versenkt oder beschädigt.

### Neunte Feindfahrt
Das Boot lief am 27. Oktober 1942 um 13:45 Uhr von Constanța aus und am 9. November 1942 um 11:34 Uhr wieder dort ein. Auf dieser 13 Tage dauernden und zirka 1.720 sm über und 61,6 sm unter Wasser langen Unternehmung im Schwarzen Meer wurden keine Schiffe versenkt oder beschädigt.5. November 1942, 19.18 Uhr, Schwarzes Meer, vor Poti, Georgia: U-24 feuerte einen G7e-Torpedo auf den sowjetischen M / S-Trawler T-492, der unter dem Ziel unterhalb der Brücke vorbeifuhr. Der Trawler zwang die U-24 dann zu tauchen (Artillerie). U-24 erzielte um 21.37 Uhr einen Treffer, aber der Torpedo war ein Fehlzünder. Nachdem die U-24 am 6. November um 00.38 Uhr mit ihrem letzten Torpedo abgefeuert hatte, tauchte das Boot auf.  Auch die 20-mm-Kanone, hatte kurz darauf eine Fehlfunktion. Die U-24 musste den Angriff mit leichten Schäden abbrechen wegen Maschinengewehrfeuer auf den Kommandoturm.

### Zehnte Feindfahrt
Das Boot lief am 24. November 1942 um 13:30 Uhr von Constanța aus und am 16. Dezember 1942 um 11:10 Uhr wieder dort ein. Auf dieser 22 Tage dauernden und 2.350 sm über und 206,8 sm unter Wasser langen Unternehmung im Schwarzen Meer wurden keine Schiffe versenkt oder beschädigt. Am 29. November 1942, während einer Patrouille im Schwarzen Meer feuerte die türkische Küstenartillerie drei Schusse  auf U-24 ab und zwang sie zum Tauchen. Der Kommandant gab an, dass das Boot zu dieser Zeit 7 oder 8 Seemeilen von der türkischen Küste entfernt war.

### Elfte Feindfahrt
Das Boot lief am 18. Januar 1943 um 13:45 Uhr von Constanța aus und am 18. Februar 1943 um 11:10 Uhr wieder dort ein. Auf dieser 32 Tage dauernden und zirka 4.000 sm über und 292 sm unter Wasser langen Unternehmung im Schwarzen Meer vor der Kaukasus-Küste, wurden keine Schiffe versenkt oder beschädigt.

### Zwölfte Feindfahrt
Das Boot lief am 14. März 1943 um 13:45 Uhr von Constanța aus und am 15. April 1943 um 9:30 Uhr wieder dort ein. Nach einem zehntägigen Aufenthalt in Feodossija, vom 3. April 1943 bis zum 10. April 1943, wurde die Unternehmung fortgesetzt. Auf dieser 27 Tage dauernden und 3.280 sm über und 267 sm unter Wasser langen Unternehmung im Schwarzen Meer vor der Kaukasus-Küste wurde ein Schiff mit 8.228 BRT versenkt.
- 31. März 1943: Versenkung des sowjetischen Tankers Sowjetskaja Neft (8.228 BRT) durch zwei Torpedos.

### Dreizehnte Feindfahrt
Das Boot lief am 5. Juni 1943 um 13:30 Uhr von Constanța aus und am 29. Juni 1943 um 10:15 Uhr wieder dort ein. Auf dieser 24 Tage dauernden und 2.727,3 sm über und 283,9 sm unter Wasser langen Unternehmung im Schwarzen Meer vor der Kaukasus Küste wurde ein Minenräumboot versenkt.
- 15. Juni 1943: Versenkung des sowjetischen Minenräumbootes BTShCh-411/No.26 Zashchitnik (441 t) durch einen Torpedo. Es gab 26 Tote und 26 Überlebende.

### Vierzehnte Feindfahrt
Das Boot lief am 26. Juli 1943 um 14:10 Uhr von Constanța aus und am 24. August 1943 um 9:30 Uhr wieder dort ein. Auf dieser 30 Tage dauernden und 2.688 sm über und 385 sm unter Wasser langen Unternehmung im Schwarzen Meer vor der Kaukasus-Küste wurden ein Dampfer, ein Schlepper und zwei Landungsboote versenkt.
- 30. Juli 1943: Versenkung des sowjetischen Tankers Emba (7.886 BRT) durch zwei T-III-Torpedos.
- 22. August 1943: Versenkung des sowjetischen Schleppers SKA-0188 (10 BRT) durch Beschuss mit der 2-cm-Kanone.
- 22. August 1943: Versenkung des sowjetischen Landungsbootes DB-36 (9 BRT) durch Sprengung mit zehn Handgranaten.
- 22. August 1943: Versenkung des sowjetischen Landungsbootes DB-37 (9 BRT) durch Sprengpatronen.

### Fünfzehnte Feindfahrt
Das Boot lief am 30. September 1943 um 13:45 Uhr von Constanța aus und am 4. November 1943 um 11:15 Uhr wieder dort ein. Auf dieser 37 Tage dauernden und 3.187,9 sm über und 482,7 sm unter Wasser langen Unternehmung im Schwarzen Meer vor der Kaukasus-Küste wurde ein Minenräumboot versenkt.
- 31. Oktober 1943: Versenkung des sowjetischen Minenräumbootes SKA-088 (56 t) durch einen T-II-Torpedo.

### Sechzehnte Feindfahrt
Das Boot lief am 15. Januar 1944 um 13:00 Uhr von Constanța aus und am 10. Februar 1944 um 9:30 Uhr wieder dort ein. Auf dieser 26 Tage dauernden und 2.924,4 sm über und 300,5 sm unter Wasser langen Unternehmung im Schwarzen Meer wurde am 22. März 1944 ein Eisenbahnzug beschossen.

### Siebzehnte Feindfahrt
Das Boot lief am 4. März 1944 um 12:50 Uhr von Constanța aus und am 2. April 1944 um 10:05 Uhr wieder dort ein. Auf dieser 30 Tage dauernden und 2.202,4 sm über und 524,4 sm unter Wasser langen Unternehmung im Schwarzen Meer vor der Kaukasus-Küste wurden keine Schiffe versenkt oder beschädigt.

### Achtzehnte Feindfahrt
Das Boot lief am 2. Mai 1944 um 14:00 Uhr von Constanța aus und am 30. Mai 1944 um 8:19 Uhr dort wieder ein. Auf dieser 28 Tage dauernden und 1.792,4 sm über und 573,9 sm unter Wasser langen Unternehmung im Schwarzen Meer vor der Kaukasus-Küste wurde ein Patrouillenboot versenkt. Am 27. Mai 1944, das Boot kämpfte an der Oberfläche mit zwei sowjetischen Patrouillenbooten südwestlich von Poti im Schwarzen Meer. Ein Mann wurde getötet (Matrosenobergefreiter Johann Wölbitsch) und zwei verwundet.
- 12. Mai 1944: Versenkung des sowjetischen Patrouillenbootes SKA-0376 (56 t) (Lage) durch einen Torpedo.

### Neunzehnte Feindfahrt
Das Boot lief am 11. Juli 1944 um 9:00 Uhr von Constanța aus, musste die Fahrt aber wegen eines Maschinenschadens abbrechen und lief um 15:20 Uhr wieder in Constanța ein. Nach der Reparatur lief U 24 am 13. Juli 1944 um 14:00 Uhr erneut aus und war am 4. August 1944 wieder in Constanța.

## Verbleib
Bei einem Luftangriff sowjetischer Bombenflugzeuge wurde U 24 am 20. August 1944 im deutschen U-Boot-Stützpunkt des rumänischen Hafens Constanța liegend schwer beschädigt. Constanța musste am 25. August 1944 von allen schwimmenden deutschen Marineeinheiten geräumt werden und U 24 wurde, weil nicht mehr einsatzfähig, von einem Sprengkommando seiner Besatzung im Seegebiet südlich von Constanța auf der Position 44° 12′ N, 28° 41′ O im Marine-Planquadrat CL 1458 versenkt. Nach der Selbstversenkung wurde das Sprengkommando von einem deutschen Minenräumboot aufgenommen und nach Warna in Bulgarien gebracht. Gegen 2:00 Uhr morgens erreichte das Räumboot Warna und traf dort auf die mit einem Marinefährprahm von Constanța überführte restliche Besatzung des Bootes.
U 24 wurde im Frühjahr 1945 vom Havariedienst der sowjetischen Schwarzmeerflotte gehoben und zur Wiederherstellung nach Sewastopol überführt. Die Wiederherstellung scheiterte jedoch an irreparablen Schäden. Das Boot wurde dennoch ab dem 7. Juni 1945 zur längeren Aufbewahrung konserviert und in die Liste der Schwarzmeerflotte aufgenommen.
U 24 wurde erst zwei Jahre später, am 26. Mai 1947, ebenso wie U 18, durch Artilleriefeuer des sowjetischen U-Bootes M-120 im Tiefwasser vor Sewastopol auf der Position 44° 20′ N, 33° 20′ O versenkt.